# Paulistânia (região)
Paulistânia é a denominação geográfica do povo caipira, sendo uma região histórica e cultural. Seu conceito territorial abrange São Paulo e parte dos estados do Paraná, Goiás, Minas Gerais, Mato Grosso e Mato Grosso do Sul. Formou-se a partir de territórios desbravados por bandeirantes, tornando-se assim um campo de influência paulista e área de acomodação de seus costumes. Além dos territórios que normalmente configuram a Paulistânia, a influência cultural caipira chegou a atingir outros estados, como o Rio Grande do Sul e Santa Catarina, onde os descendentes de bandeirantes ou tropeiros que habitavam a região serrana, denominados birivas, passaram a preservar suas tradições.
A ideia de uma região cultural caipira fixou-se graças a uma historiografia de cunho conservador, ligada ao espírito patriótico de intelectuais paulistas, querendo definir para a 'raça paulista' um determinado território. O conceito sobre a região começou a ser trabalhado a partir da década de 1930, por Alfredo Ellis Jr., passando a receber a contribuição de outros intelectuais, como Antonio Candido, que definia a região como um eixo de expansão e difusão da cultura bandeirante, chegando a realizar visitas entre 1952 a 1954 a municípios de Minas Gerais e Mato Grosso com o intuito de estabelecer comparações.

## Etimologia
O termo "Paulistânia" é um neologismo toponímico que significa terra dos paulistas. Sua composição é formada por paulista, um adjetivo relativo à São Paulo e por -ia, um sufixo greco-latino que significa "terra," frequentemente utilizado na formação do nome de territórios nacionais.

## História

### Período colonial
A Paulistânia surgiu através das expedições que os bandeirantes realizavam em caminho ao sertão sul-americano, motivados a encontrar metais preciosos e índios para escravizar, ou para formar alianças; este movimento foi responsável por expandir as fronteiras luso-brasileiras para além do Tratado de Tordesilhas, aumentando significativamente a área da Capitania de São Vicente, cuja era o núcleo das bandeiras. Em 1709, após a derrota das tropas lideradas pelo bandeirante Borba Gato durante a Guerra dos Emboabas, travada contra forasteiros brasileiros e portugueses que buscavam explorar a região das minas, a Capitania de São Vicente foi vendida à coroa de Portugal por seu último donatario, Luís Álvares de Castro, criando São Paulo e Minas de Ouro, uma nova capitania que seria governada por personalidades indicadas pela metrópole portuguesa, não havendo mais donatários nem capitães-mores. Em 1720, para que os portugueses pudessem exercer maior controle da região das minas, é então criada a Capitania de Minas Gerais, enquanto o restante do território ficaria sob o controle da Capitania de São Paulo, esta por sua vez, além de São Paulo, abrangeria territórios que atualmente pertencem ao Uruguai e aos estados brasileiros de Goiás, Mato Grosso, Mato Grosso do Sul, Paraná, Pará, Rondônia, Rio Grande do Sul e Santa Catarina[carece de fontes?]. 

### Formação

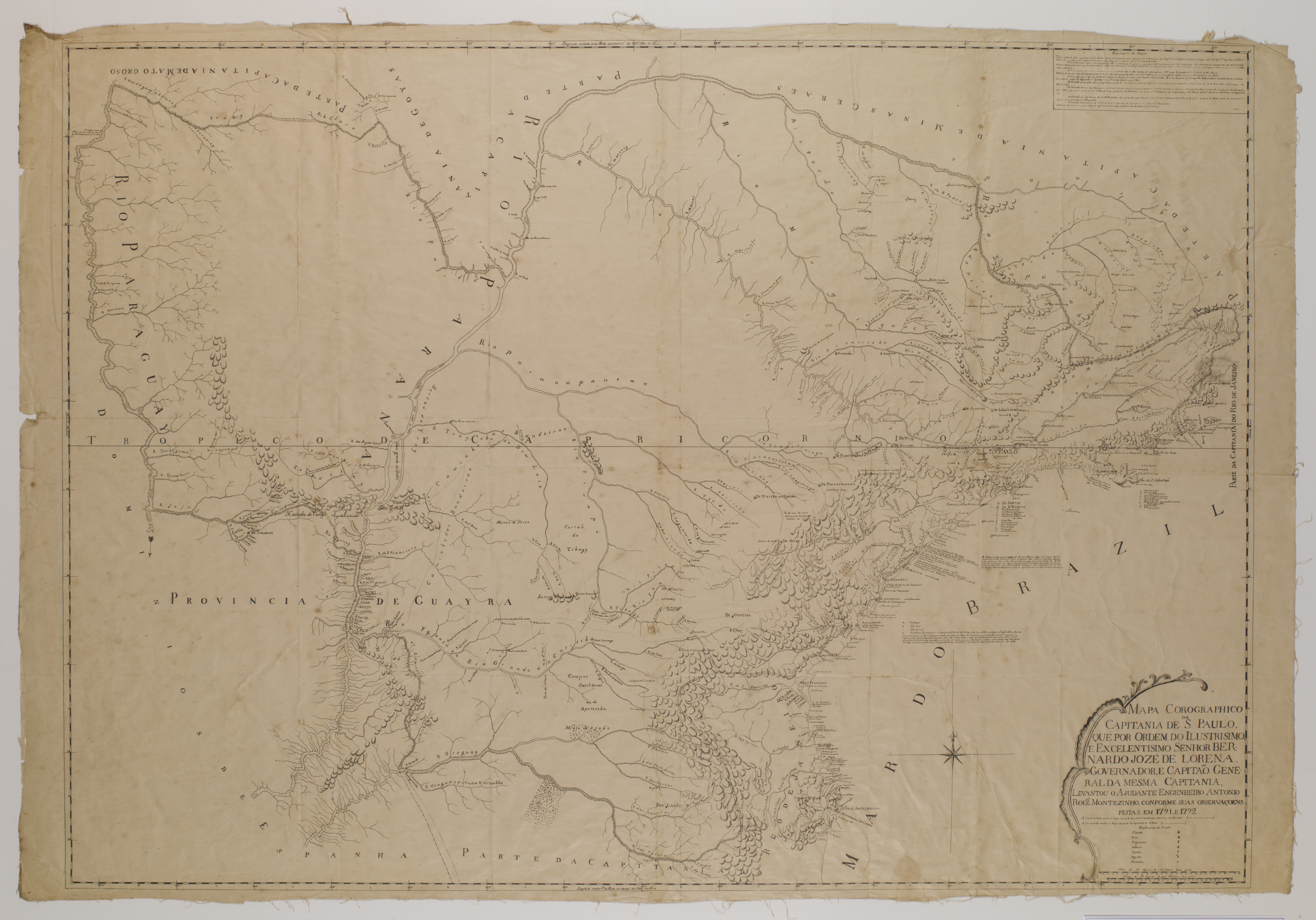
Mapa de São Paulo em 1792.

As expedições dos bandeirantes foram necessárias para a expansão territorial, mas, por si só, elas não foram suficientes para criar uma região cultural. Os territórios ocupados pelos bandeirantes apenas começaram a apresentar uma sólida identidade regional devido ao facto de muitos deles, por razões históricas, partirem e não retornarem ao Planalto de Piratininga, este foi o processo que transformou os territórios de desbravamento em uma terra paulista.
Ainda que administrativa e politicamente os recortes e fronteiras da Paulistânia foram sendo alterados, reconfigurando-se ao longo do tempo, para desdobrar-se no que hoje são os estados de São Paulo, Paraná, Mato Grosso do Sul, partes de Goiás, Minas Gerais e Mato Grosso, pode-se assumir que a região formada pelas antigas capitanias devassadas pelas bandeiras e entradas conservou uma unidade cultural expressiva, unificada por um corpo comum de compreensões, valores e tradições de que todos participavam, numa realidade em que as variações regionais nunca chegaram a ameaçar sua essência. Pode-se dizer que, a partir de meados do século XVIII, espalhou-se e consolidou-se um lençol de cultura caipira, com variações locais. Atualizando a geografia, não seria exagero afirmar-se que o traçado da cultura caipira se expandiu e abrangeu áreas que hoje correspondem a diversos estados do Brasil, incluindo a Região das Missões, no noroeste do Rio Grande do Sul, onde houve uma forte influência dos tropeiros que partiam de Sorocaba[carece de fontes?]. 

### Conceitualização da Paulistânia
Entre 1917 e 1918, Hermes Fontes, em algumas crônicas escritas para o Correio Paulistano, serviu-se de Paulistânia como sinônimo de "São Paulo." O editor Heitor de Moraes que a Fontes o título soprou: nos ouvidos de Moraes, "Paulistânia" soava como "terra paulista," tal qual os portugueses tinham sua Lusitânia e os povos germânicos sua Germânia.
Joaquim Ribeiro, na obra Folklore dos Bandeirantes, de 1946, propôs que Paulistânia era termo seu, um neologismo criado para designar o espaço vital dos antigos paulistas, um substantivo a ser usado, a partir de então, para se fazer referência à região que, em sua opinião, foi uma das células fundamentais da formação territorial do Brasil. O autor acreditava que, além de útil, Paulistânia era um nome que vinha de encontro à compreensão geográfica e histórica da região do bandeirismo.
No entanto, o termo Paulistânia chegou a ser mencionado em 1912, pelo engenheiro e escritor Alexandre Ribeiro Marcondes Machado, autor de obras literárias que imitavam a lingua falada dos italianos de São Paulo. O autor utilizou a expressão Baolistania.

## Imigração

### Italianos
A presença do italiano em território paulista contribui igualmente para reforçar a sugestão do local onde se ambientava a narrativa, dado que os milhões de italianos que entraram no Brasil se dirigiram, em esmagadora maioria, às fazendas de café que à época da grande imigração se espalhavam por significativas partes da Paulistânia. Esse dado, para além de sua indicação geográfica, propõe algo, também, em relação ao tempo histórico da narrativa. De sua parte, o imigrante, principalmente sendo ele um imigrante italiano, sinaliza a hora da virada do século XIV para o XX, momento em que muitos grupos étnicos, sobretudo europeus, migraram como colonos para trabalhar, sendo que nenhum deles foi tão numeroso como os italianos[carece de fontes?].
O estado de São Paulo não só dispunha de meios para subsidiar a viagem dos imigrantes, como contava com uma corrente espontânea de imigrantes, atraídos ou pelo sucesso de seus compatriotas ou pela propaganda que os cafeicultores e o próprio estado faziam na Europa, em grandes porções da antiga Paulistânia a imigração destinava-se a fornecer principalmente braços para a grande lavoura. Desse modo, apesar do grande número de nacionalidades que partiram a São Paulo, quem marcou foi sem dúvida, o italiano, que, desde sua chegada, contribuiu para moldar não só a economia da região, como também sua cultura, costumes, modos de ser e ver.
Muitos colonos europeus, acaipiraram-se, dos italianos, uma parcela regrediu culturalmente, acabando por se tornar verdadeiros nômades, mudando-se ao final da colheita em busca de vida melhor, de melhores terras e condições de trabalho.

## Cultura

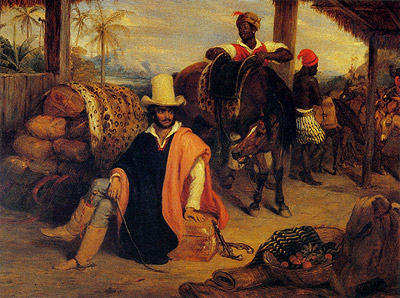
Os tropeiros foram fundamentais para expandir a cultura caipira no Brasil — Tropeiro Paulista, Charles Landseer, 1827.

A base da Paulistânia é a identidade caipira. Mas diferente de outras culturas regionais, que se manifestam com orgulho, como as do sertanejo ou do gaúcho, a cultura caipira é sempre envergonhada e dissimulada, algo que não se explicita, nem se celebra. O escritores Carlos Alberto Dória e Marcelo Corrêa Bastos lembram o episódio conhecido de "revolta dos habitantes de Cunha", por ocasião da publicação de um livro de Emilio Willems, no qual retratava os habitantes daquela pequena cidade do Vale do Paraíba paulista, valendo-se daquela categoria. Talvez se deva a Monteiro Lobato a fixação desta imagem deletéria do caipira, por meio do seu personagem Jeca-Tatu, em Urupês.[carece de fontes?] Mesmo com o atenuante de que não seria sua culpa estar assim, o caipira de Lobato é apresentado como um homem "mumbava, sujo e ruim", lento, simplório, atrasado, sinônimo do passado agrário a ser superado. Em Candido os adjetivos dão lugar a substantivos menos valorativos: a cultura caipira é aquela da sociabilidade marcada por certa forma de conduta moral da vida cotidiana, ratificada por práticas de solidariedade assentadas predominantemente na obtenção dos mínimos vitais para a subsistência das famílias, algo coerente e consistente com a rusticidade e a carência herdadas de sua condição periférica na formação territorial e social. A culinária caipira seguiria então essa linha, de apoiar-se no precário, no transitório, no periférico, no rústico, no simples, no improvisado[carece de fontes?].

### Ritmos musicais
O ritmo musical tradicional da Paulistânia é o sertanejo, chamado também de "música caipira", "sertanejo tradicional", "sertanejo raíz", "moda de viola", as vezes a chamam de "sertanejo antigo", passando a falsa imagem de que o sertanejo universitário, seria o sucessor da música caipira, um "novo estilo", devido a sua popularidade[carece de fontes?].
Nessa região e dessa cultura nasceu uma modalidade de música popular, Alberto Ikeda, autor do livro "Música Na Terra Paulista: Da Viola Caipira À Guitarra Elétrica" considerou como sendo "a música da Paulistânia". Nas palavras do autor, trata-se de uma musicalidade se relaciona à própria formação histórica de São Paulo, singularizando-se como paulista. Para além de símbolo, a viola caipira foi fiadora da expansão desta música dos caipiras. Configurando-se como porta-voz desta musicalidade, o instrumento se espalhou por toda a Paulistânia e, tendo sua identificação com os primeiros habitantes da região à medida que o tempo passou, chegou ao ponto de fazer do violeiro um indivíduo de grande importância na comunicação onde habitasse.
Embora a música caipira esteja predominantemente relacionada a outras expressões, alguns ritmos acabaram se fixando também de forma autônoma, como gênero musical em si, predominantemente para audição, como expressão musical popular de concerto, com autoria reconhecida e expressa. Entre eles se incluem: o cururu, a catira/cateretê e o xote, que originalmente são formas dançadas, com cantorias muitas vezes de improviso; a toada e moda de viola, gêneros apenas vocais, e, o pagode caipira, inicialmente um tipo de música instrumental solista, de grande virtuosismo, executado na viola caipira, e que passou a ser apresentado também na versão cantada.

### Culinária
Paulistânia é o espaço no qual se deu o encontro dos guaranis com os portugueses, por meio das bandeiras paulistas e do estabelecimento de assentamentos humanos, alguns temporários, outros permanentes, onde ocorreu tanto a assimilação recíproca dos hábitos dos dois grupos sociais como diferenciações que, no entanto, não apagaram os traços comuns, reivindicados como fundamentais da culinária caipira. Entre eles: a utilização ampla e variada do milho como ingrediente fundamental, a predileção da carne suína perante a carne bovina, o gosto pela galinha, de preferência galinha caipira, o uso diversificado de hortaliças, tudo isso dando os contornos de uma gastronomia original e de sabor ímpar. Nela, o milho e o porco reinam. A condição de provisoriedade de certas paragens, no avanço em direção ao interior favorecia a cultura deste grão, de ciclo mais curto do que a mandioca[carece de fontes?].
Mencionando o registro dos autores quanto às nuances da culinária caipira, exemplificada na assimilação de certos produtos locais como o pequi nas áreas de cerrados, o pinhão nas zonas serranas e mais ao sul, ou ainda o peixe e o uso mais corrente da mandioca nas áreas litorâneas, naquilo que se convencionou chamar de cozinha caiçara. Mas tudo isso como se fosse um tempero adicional a uma base que se impõe e apenas enriquece a complexidade desta culinária caipira. Emergem desta base comum as variações locais: como o tutu de feijão mineiro em contraste com o virado de feijão paulista; o arroz de suã, o arroz de frango com quiabo, o arroz com linguiça, o arroz de pequi, todos eles vindo do hábito de misturar arroz a uma carne de produção local ou, no caso do pequi, ao fruto, para "aumentar" a comida; o barreado do litoral paranaense; as várias farofas e os tantos derivados do milho como o curau, a pamonha, os bolos e bolinhos, o viradinho, os angus; os mexidos cuja base é o aproveitamento das sobras de um almoço ou outra refeição; as empadas e empadões, como o goiano; mas também as cambuquiras e as conservas sempre presentes, ainda que em modos de preparo ou com ingredientes diferentes aqui e acolá.

## Línguas regionais

### Dialeto caipira
Dentro das sub-regiões definidas como extensões da região paulistânica, além da presença da língua portuguesa, que por consequência em ser a única com reconhecimento oficial no Brasil, é a mais falada e escrita, há também as linguagens do povo, destacando-se principalmente, e de forma tradicional, o dialeto caipira, com destaque em toda a região. A língua escrita dos caipiras começou a tornar-se popular a partir do século XIX, a exemplo das Cartas de Segismundo, publicadas entre as décadas de 1860 e 1880 pelo jornalista e advogado Pedro Taques de Almeida Alvim Júnior, nascido em Campinas em 1827; as Cartas de Sugismundo passaram a serem publicadas entre outubro de 1872 e novembro de 1873 no Diário de São Paulo, antigo órgão do Partido Conservador, comprado em 1878 pelo Correio Paulistano.
No início do século XX, sugiram várias revistas, normalmente cômicas, que publicavam utilizando o dialeto caipira, uma das mais destacadas foi O Pirralho, que contou com a contribuição de Cornélio Pires, que sob os pseudônimos de Fidêncio José da Costa e Vadosinho Cambará, passou a publicar textos que também buscavam imitavar a linguagem caipira; posteriormente, de 1926 a 1927, ele trabalhou no periódico O Sacy.
Em 1920, Amadeu Amaral, um dos fundadores da Academia Paulista de Letras, publicou O Dialecto Caipira: Gramática e Vocabulário, um estudo dialetológico que filtra os falares da Paulistânia; isto além de dar mais relevância ao dialeto caipira, tornou-o a primeira pessoa a estudar cientificamente o tema. 

### Dialeto sulista
O dialeto sulista é falado em algumas áreas do Paraná, especialmente na região de Curitiba, e em partes de São Paulo, mas ao todo, se estende até áreas Santa Catarina. Sua primeira descrição foi feita pelo afro-brasileiro carioca Antenor Nascentes em 1953. Nela, o dialeto abrangeria uma maior área, também correspondente à zona de desbravamento paulista e onde se fixaram bandeirantes e tropeiros, incluía o Rio Grande do Sul, sul de Goiás, o Triângulo Mineiro, o Sul de Minas e partes meridionais de Mato Grosso, incluindo toda a região que atualmente correspondente ao Mato Grosso do Sul, além de São Paulo, Paraná e Santa Catarina[carece de fontes?].

### Dialeto trentino
Em Piracicaba, município do noroeste de São Paulo, é falado um dialeto trentino, identificado como "tirolês" na região. É ensinado e falado tradicionalmente nos bairros que integram a Colônia Tirolesa, como Santa Olímpia e Santana. Apesar de ser conhecido como "dialeto" na Itália, na realidade é uma língua natural românica originária de uma transição entre o lombardo e o vêneto, com influências ladino-dolomíticas e alemãs. O tirolês foi levado ao interior de São Paulo em 1892, por imigrantes provenientes do Albiano, Sardagna, Romagnano, Cortesano e Vigo Meano, localidades próximas à comuna do Trento.

### Crioulo de base italiana
Conhecido por Paulistaliano, ou por ítalo-paulista, ítalo-paulistano ou ítalo-caipira, é uma língua que era falada pela colônia italiana de São Paulo, que compunhava a maioria dos imigrantes estrangeiros no estado. Foi desenvolvida a partir do contato linguístico entre populações de origem napolitana, vêneta e o calabrasa. Segundo António Alcântara Machado, os italianos imigrados misturavam suas línguas nativas ao português, e esta, consequentemente, teria sofrido influências do dialeto caipira, originando uma nova língua, não como um dialeto, mas como um pidgin, ou seja, uma língua criada para efeitos de comunicação entre populações de diferentes origens.
A partir de 1911, o engenheiro Alexandre Marcondes Machado viria a tornar-se conhecido por imitar a língua falada dos ítalo-paulistas e, sob o pseudônimo de Juó Bananère, divulgá-las em periódicos como O Pirralho e Diario do Abax'o Piques, servindo como um porta-voz da comunidade italiana de São Paulo.
O trabalho de Alexandre Marcondes Machado, filtrando o linguajar dos ítalo-paulistas, era similar ao de Cornélio Pires, que trabalhava no mesmo periódico escrevendo sobre a cultura de São Paulo e filtrando o linguajar do povo caipira.